# Isaac Marcus Calisch
Isaac Marcus Calisch (ook gespeld Izaäk Marcus Calisch en soms vermeld als J.M. Calisch) (Amsterdam, 10 april 1808 - aldaar, 31 december 1884) was een Nederlands lexicograaf, tevens vertaler en dichter. Hij was een broer van Elias Calisch en Nathan Calisch.
Calisch schreef Beginselen der Nederduitsche Spraakkunst (Amsterdam 1840), verder Franse, Engelse en Duitse woordenboeken, veel vertalingen, onder anderen van Victor Hugo (De ellendigen, 1862, De man die lacht, 1869, en Drie en negentig, 1874) en Otto von Corvin-Wiersbitsky (De Tachtigjarige Oorlog der Nederlanders tegen de Spaansche overheersching, 1842-1848), verhandelingen, bijdragen in tijdschriften en jaarboekjes.
In zijn jongere jaren publiceerde hij enkele dichtstukken. Zijn gedicht 'Aan den koning', geïnspireerd door het officieuze Nederlandse volkslied 'Wien Neêrlands bloed' van Johann Wilhelm Wilms werd voor koor en orkest bewerkt door Anton Berlijn. Ook schreef hij een 'Élégie sur la mort du célèbre Felix Mendelssohn Bartholdy, die door Bernhard Koch op muziek gezet werd voor mezzosopraan en bariton met koor en groot orkest.
Zijn werkzaamheid als lexicograaf was veelomvattend en vruchtdragend, zowel door de nieuwe uitgaven van het door zijn vader uitgegeven Fransch-Hollandsch en Hollandsch-Fransch woordenboek als door woordenboeken in de vier talen en afzonderlijk Duits en Engels. Het laatste zeer breedvoerig en beredeneerd bewerkte Nieuw woordenboek der Nederlandsche taal (1864) van I.M. en N.S. Calisch was de grondslag voor het bekende woordenboek van Johan Hendrik van Dale en werd door deze zeer geroemd.